# Waldamt Laurenzi

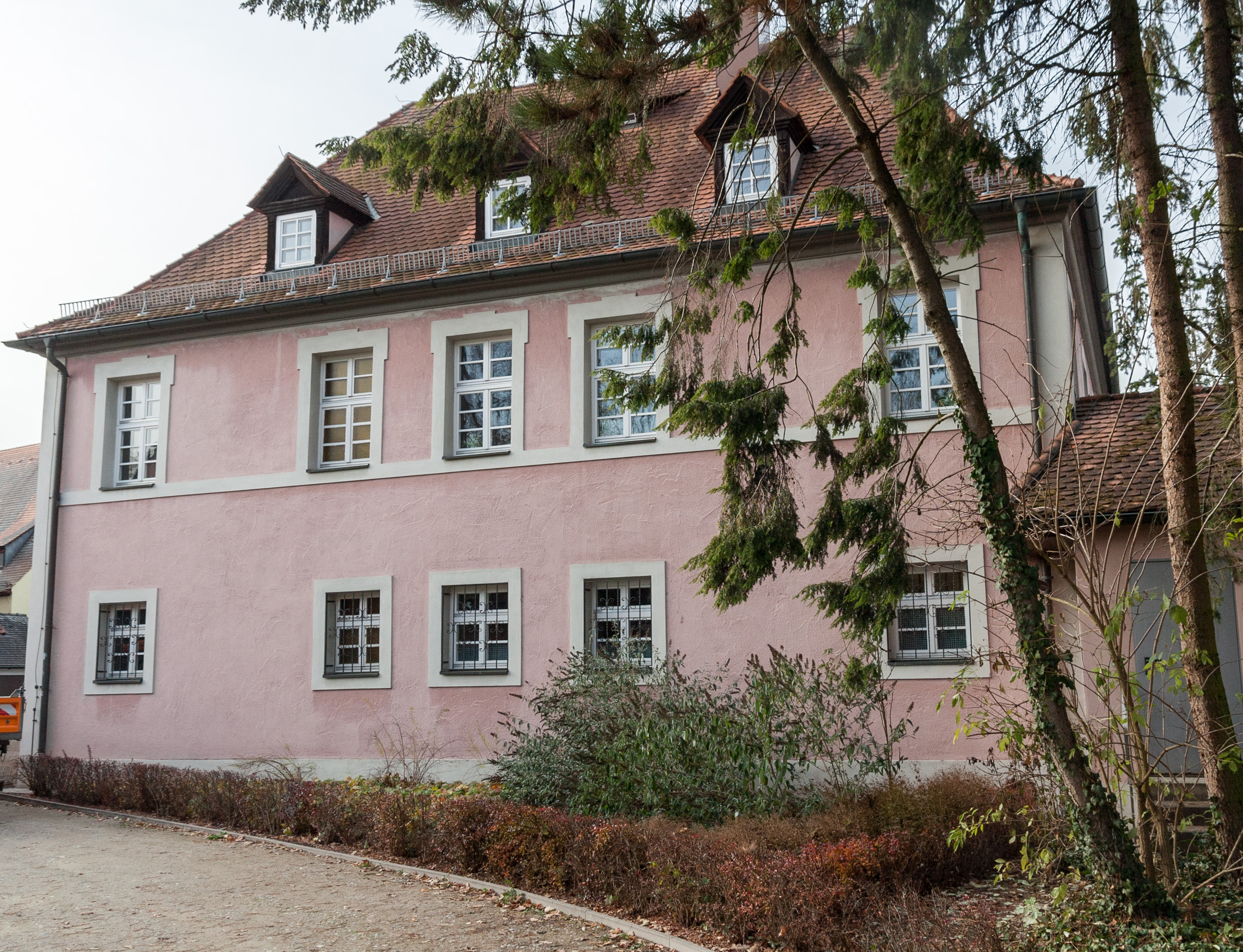
Das Gebäude des Zeidelgerichts in Feucht, einer Institution des Waldamts Laurenzi

Das Waldamt Laurenzi (auch Waldamt Laurenzii, Waldamt Laurenti, Waldamt Lorenzi oder Lorenzer Waldamt) war von 1489 bis 1806 ein Amt der Reichsstadt Nürnberg.

## Geografie
Das Verwaltungsgebiet umfasste im Wesentlichen das Gebiet des Lorenzer Reichswaldes. Es wurde an drei Seiten von Flussläufen abgegrenzt, im Norden war dies die Pegnitz, im Westen die Rednitz und im Süden die Schwarzach. Die Territorialgrenze deckte sich dabei allerdings nicht mit dem jeweiligen Verlauf dieser Flüsse, sondern folgte diesem nur im Groben. Die östliche Begrenzung des Territoriums bildete das Pflegamt Lauf im Nordosten und das Pflegamt Altdorf im Südosten.

## Geschichte
Das Waldamt Laurenzi entstand 1489, als die Reichsstadt Nürnberg zur Verwaltung ihrer Besitzungen im Gebiet des Lorenzer und Sebalder Reichswaldes eine aus sechs sogenannten Waldherren bestehende Deputation einsetzte. Diesen waren jeweils ein Waldamtmann unterstellt, die aus dem Kreis der ratsfähigen Familien des Nürnberger Patriziats stammten.
Eine herausragende Rolle in der Verwaltungshierarchie des Waldamtes spielte das in Feucht angesiedelte Zeidelgericht, dem die dem Waldamt gehörenden Zeidelgüter unterstellt waren. Diese Waldhöfe stellten mit ihrer der Gewinnung von Honig dienenden Zeidlerei einen wichtigen Wirtschaftsfaktor für die Reichsstadt dar, was sich auch im Exportgut der Nürnberger Lebkuchen widerspiegelte.

## Beschreibung
Das Waldamt Laurenzi hatte die Dorf- und Gemeindeherrschaft über folgende Orte:
Altenfurt, Feucht, Holsteinbruch, Leinburg, Röthenbach an der Pegnitz, Schwaig bei Nürnberg und Ungelstetten.
Das Waldamt Laurenzi hatte über den Nürnberger Raum hinaus grundherrschaftliche Ansprüche in den Hochgerichtsbezirken von Brandenburg-Ansbach und Brandenburg-Bayreuth. Gegen Ende des 18. Jahrhunderts waren es 169 Anwesen in 31 Orten.
GH gibt die Zahl der Anwesen an, über die das Waldamt Laurenzi die Grundherrschaft hatte. ∑ gibt die Gesamtzahl der Anwesen des Ortes an. % gibt den prozentualen Anteil an. Hochgericht1 gibt die Herrschaft an, die hochgerichtliche Befugnisse hatte. Hochgericht2 gibt, soweit vorhanden, eine weitere Herrschaft an, die entweder die hochgerichtlichen Befugnisse von Hochgericht1 bestritt (⚔) oder gemeinsam (⚭) mit ihr ausübte.
| Ort                           | GH  | ∑   | %   | Hochgericht 1        | Hochgericht 2          |
| ----------------------------- | --- | --- | --- | -------------------- | ---------------------- |
| Altenfurt                     | 002 | 003 | 066 | Reichsstadt Nürnberg | Brandenburg-Ansbach ⚔  |
| Dutzendteich                  | 003 | 004 | 075 | Reichsstadt Nürnberg | Brandenburg-Ansbach ⚔  |
| Eibach                        | 022 | 033 | 066 | Brandenburg-Ansbach  | Reichsstadt Nürnberg ⚔ |
| Fallhütte                     | 001 | 001 | 100 | Reichsstadt Nürnberg | Brandenburg-Ansbach ⚔  |
| Feucht                        | 055 | 075 | 073 | Brandenburg-Ansbach  | Reichsstadt Nürnberg ⚔ |
| Fischbach bei Nürnberg        | 001 | 032 | 003 | Reichsstadt Nürnberg | Brandenburg-Ansbach ⚔  |
| Forsthof                      | 001 | 001 | 100 | Reichsstadt Nürnberg | Brandenburg-Ansbach ⚔  |
| Gaismannshof                  | 001 | 006 | 017 | Reichsstadt Nürnberg | Brandenburg-Ansbach ⚔  |
| Gerasmühle                    | 003 | 003 | 100 | Brandenburg-Ansbach  | Reichsstadt Nürnberg ⚔ |
| Großschwarzenlohe             | 001 | 022 | 005 | Brandenburg-Ansbach  |                        |
| Holsteinbruch                 | 001 | 001 | 100 | Brandenburg-Ansbach  |                        |
| Hummelstein                   | 007 | 007 | 100 | Reichsstadt Nürnberg | Brandenburg-Ansbach ⚔  |
| Kleinschwarzenlohe            | 004 | 025 | 016 | Brandenburg-Ansbach  |                        |
| Kornburg                      | 003 | 076 | 004 | Brandenburg-Ansbach  |                        |
| Laufamholz                    | 002 | 040 | 005 | Reichsstadt Nürnberg | Brandenburg-Ansbach ⚔  |
| Leinburg                      | 009 | 064 | 014 | Reichsstadt Nürnberg | Brandenburg-Ansbach ⚔  |
| Mögeldorf                     | 011 | 063 | 017 | Reichsstadt Nürnberg | Brandenburg-Bayreuth ⚔ |
| Moosbach                      | 002 | 008 | 025 | Reichsstadt Nürnberg | Brandenburg-Ansbach ⚔  |
| Mühlhof                       | 010 | 010 | 100 | Brandenburg-Ansbach  |                        |
| Netzstall                     | 001 | 002 | 050 | Reichsstadt Nürnberg | Brandenburg-Ansbach ⚔  |
| Pühlhof                       | 002 | 002 | 100 | Reichsstadt Nürnberg | Brandenburg-Ansbach ⚔  |
| Reichelsdorf                  | 005 | 025 | 020 | Brandenburg-Ansbach  | Reichsstadt Nürnberg ⚔ |
| Röthenbach an der Pegnitz     | 001 | 010 | 010 | Reichsstadt Nürnberg | Brandenburg-Ansbach ⚔  |
| Röthenbach bei Sankt Wolfgang | 002 | 021 | 010 | Brandenburg-Ansbach  |                        |
| Rübleinshof                   | 001 | 001 | 100 | Brandenburg-Ansbach  |                        |
| Schwaig bei Nürnberg          | 004 | 009 | 044 | Reichsstadt Nürnberg | Brandenburg-Ansbach ⚔  |
| Steinbrüchlein                | 001 | 001 | 100 | Brandenburg-Ansbach  |                        |
| Ungelstetten                  | 007 | 008 | 087 | Reichsstadt Nürnberg | Brandenburg-Ansbach ⚔  |
| Weiherhaus                    | 002 | 002 | 100 | Reichsstadt Nürnberg | Brandenburg-Ansbach ⚔  |
| Ziegelstadel                  | 001 | 001 | 100 | Reichsstadt Nürnberg | Brandenburg-Ansbach ⚔  |
| Zirndorf                      | 003 | 121 | 002 | Brandenburg-Ansbach  |                        |